# Лонгейра /-Алмограве
Лонгейра/-Алмограве (порт.  Longueira / Almograve) - фрегезия (район) в муниципалитете Одемира округа Бежа в Португалии.